# Citrus limonový

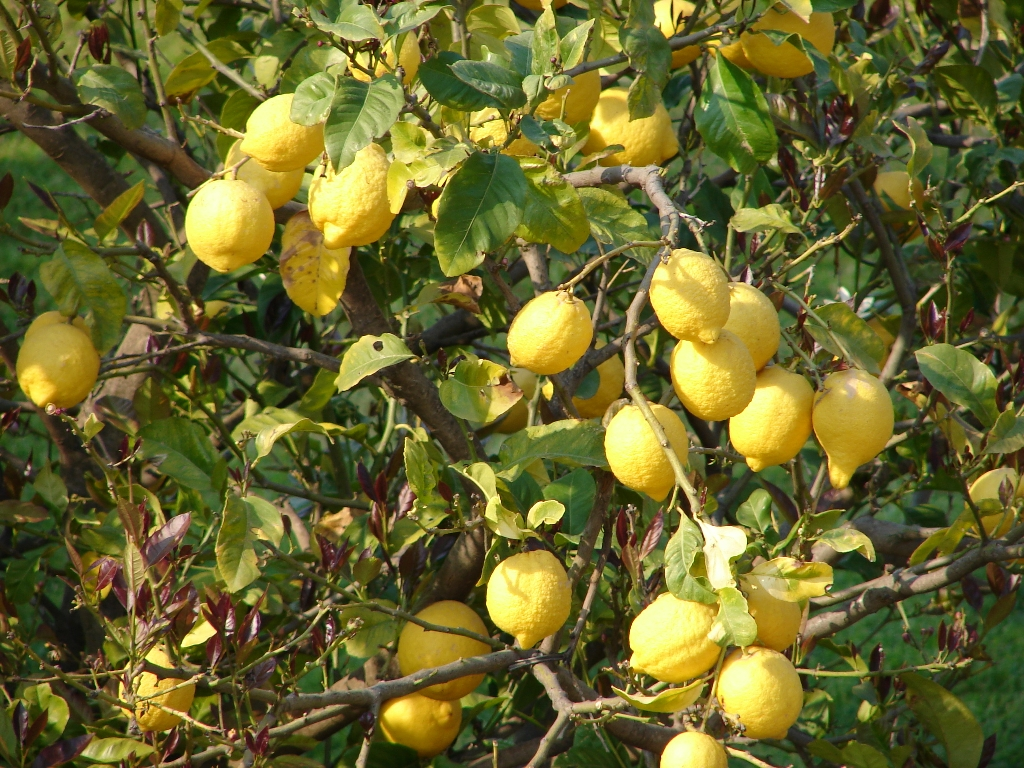
Plody

Citrus limonový (Citrus limon) je vždyzelený subtropický strom pěstovaný pro plody citrony. Patří k nejznámějším druhům rodu citrus, kterých je okolo třiceti. Planá forma se již nevyskytuje a jeho původ není zcela jasný, pouze se předpokládá, že pochází z oblastí v jižní Číně u hranic s Indií a Barmou. Některé novější studie jej popisují jako křížence (Citrus ×limon) mezi druhy cedrát (Citrus medica) a pomerančovník hořký (Citrus aurantium).
Asi v sedmém století našeho letopočtu byl citrus limonový introdukován do Persie a následně do Iráku a Egypta. Odtud byl s rozpínáním arabské kultury šířen do celého Středomoří, na přelomu prvního tisíciletí již byl pěstován na Sicílii. Následně se při osídlování nových území dostával do dalších oblastí, jeho semena byla roku 1493, při druhé výpravě Kryštofa Kolumba, dopravena do Nového světa.
V současnosti se pěstuje v četných kultivarech na plantážích v subtropických oblastech po celém světě na ploše asi 1 miliónu hektarů. Mimo Evropy, kde je rozšířen hlavně ve Středozemí (Itálie, Kypr, Španělsko, Řecko, Turecko i Libanon), je nejvíce vysazován v Číně, Indii, Jižní Africe, Argentině, Brazílii, Mexiku, Spojených státech a v Austrálii.

## Ekologie
Je teplomilná rostlina, která špatně snáší i krátkodobý pokles teploty pod bod mrazu. Při kvetení jsou květy a plody zničeny při –2 °C, dřevo bývá vážně poškozeno u –6 °C a celá rostlina pak odumírá při poklesu teplot k –9 °C. Nejkvalitnější plody ovšem strom poskytuje na místech s léty příliš chladnými pro správné vyzrání pomerančů a grapefruitů. Upřednostňuje změnu klimatu v ročních obdobích, nemá však dobu vegetačního klidu.
Vyžaduje hlubokou, propustnou, nezasolenou, kyselejší půdu jen s minimem vápníku s pH mezi 5,5 až 6,5. Žádá dostatečné množstvím vláhy, nesnáší však stanoviště s vysokou hladinou podzemní vody nebo příležitostně zaplavovaná. Vysazuje se do nadmořské výšky až 2000 m, kde bývají průměrné roční srážky 900 až 2500 mm. V dlouhých obdobích sucha je pro tvorbu kvalitních plodů nutná závlaha. Na větrných stanovištích mívá často poškozované větve. Stromy začínají kvést ve věku 3 až 5 let a mohou dožít i sta let.
Citrus limonový má schopnost remontace a kvete a plodí průběžně po celý rok, (resp. vícekrát ročně), jedinec má současně květy a zároveň i zralé plody, jejich zrání trvá 9 až 12 měsíců, obvykle se sklízejí třikrát do roka. Nejkvalitnější citrony jsou z prvního květu sklizené v listopadu až březnu. V dubnu sklízené plody jsou větší, bledé, mají nerovný povrch a obsahují málo kyseliny citronové a vitamínů. Plody z třetí sklizně, probíhající od května do srpna, bývají zelené, málo šťavnaté, nepříliš kyselé a mívají drsný, pórovitý povrch; časové údaje platí pro severní polokouli.

## Popis

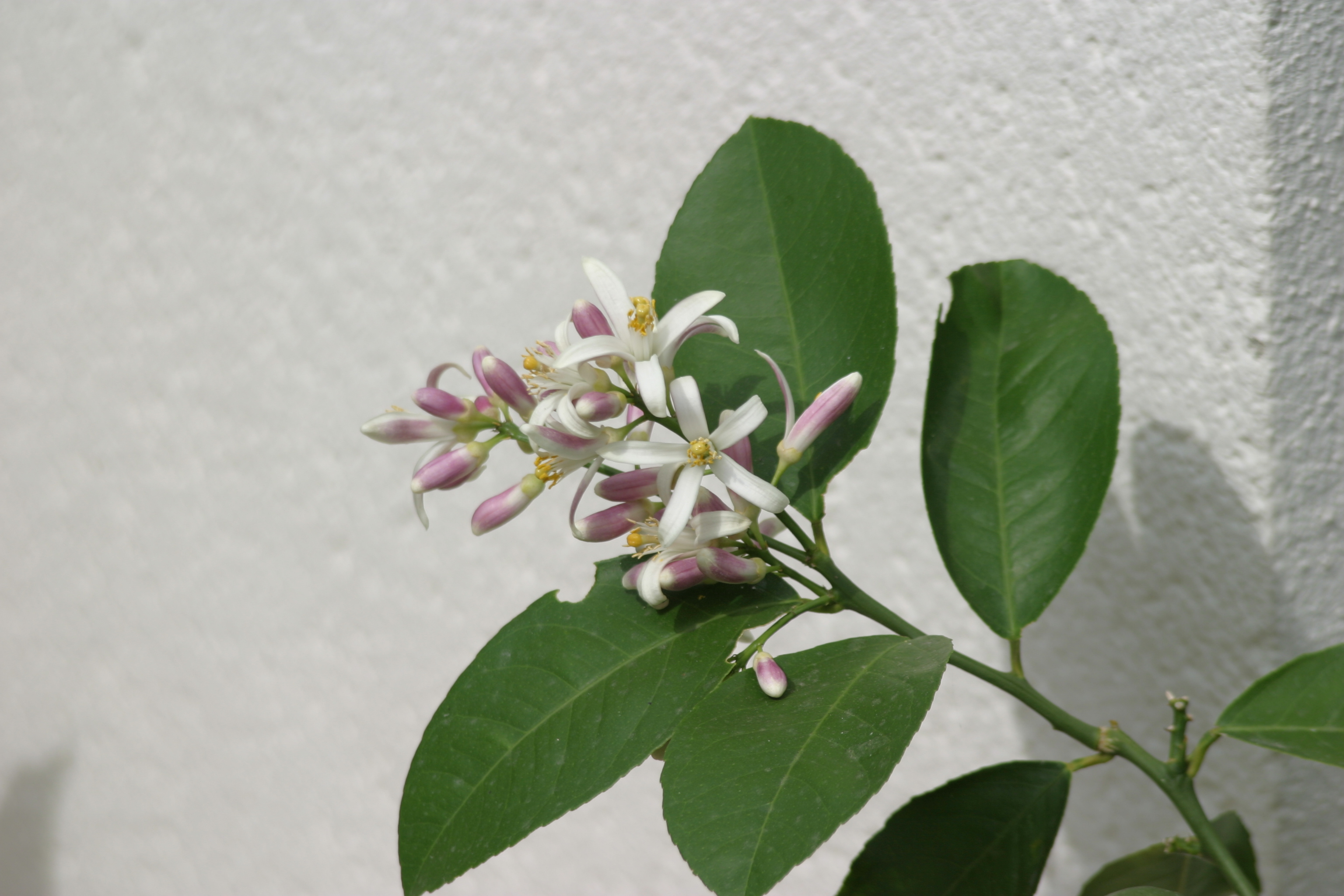
Vrcholový svazeček květů

Stálezelený, pomalu rostoucí strom vysoký 3 až 6 m s hladkou, šedavou kůrou a nepravidelnou kulovitou nebo kuželovitou korunou, někdy též rozkladitý keř. Větve mívají trny až 3 cm dlouhé a jsou střídavě porostlé kožovitými, lesklými listy s téměř 2 cm bezkřídlými řapíky. Jejich podlouhle vejčité čepele jsou v mládi červenavé a později sytě zelené, dlouhé 5 až 10 cm a široké 3 až 5 cm, na vrcholu zašpičatělé a po obvodě pilovité.
Oboupohlavné, obvykle pětičetné, asi 2 cm velké, vonící, v poupěti narůžovělé květy vyrůstají jednotlivě nebo ve svazečcích z úžlabí listů nebo na koncích větví. Kališní lístky jsou srostlé, korunní jsou volné, podlouhlé, asi 17 × 5 mm velké, zevnitř bílé a zvenčí narůžovělé. V květu bývá 20 až 40 tyčinek se žlutými prašníky. Květy s podlouhlým semeníkem jsou opylovány létajícícm hmyzem.
Plod je specifický druh bobule zvaný hesperidium, je elipsoidní, podlouhlý či vejčitý, světle žlutý, zelenožlutý až žlutý a bývá 6 až 15 cm velký. Vnější drsná, žlutá nebo nažloutlá vrstva oplodí (flavedo) obsahuje množství buněk se silicí, vnitřní vrstva (albedo) je bílá až nažloutlá; obě jsou dohromady tlusté 6 až 10 mm a mají množství pektinu a hořkého limonenu. Citron obsahuje osm až dvanáct pouzder ve kterých je ostře kyselá, žlutá dužina s několika semeny se dvěma nebo třemi zárodky, které vznikají při tzv. polyembronii. Semena vysoušením rychle ztrácejí schopnost klíčit, průměrně váží 3500 semen 1 kg.

## Pěstování
Je vyšlechtěná spousta kultivarů konkrétně pro určité přírodní podmínky, některé např. jsou bez trnů, nebo nemají semena, či jsou dokonce vhodné pro pěstování v květináčích v bytech,. Pro zachování vypěstovaných vlastností je většinou nutno mladé semenáče naočkovat požadovanou odrůdou. Používanou podnoží bývá citroník džambiri (Citrus jambhiri), který je odolný vůči houbovým chorobám a podporuje nízký vzrůst stromu. Někdy se také citrus limonový rozmnožuje řízkováním.
Na plantážích se vysazují pro co nejlepší využití plochy a zachování dostatku světla ve sponu 7,5 m. Nejvíce plodí na nových přírůstcích a proto se pravidelně odplozené větve prořezávají. Pro snazší sklizeň se řezem snižují na výšku 3 až 3,5 m. Pro zachování dobrého zdravotního stavu stromů a co největší úrodu kvalitních plodů se pravidelně přihnojují, ošetřují proti živočišným a houbovitým škůdcům a v období sucha zavlažují. Jejich ekonomická životnost dosahuje až čtyřiceti roků. Plody se sklízejí převážně ručně, pro průmyslové zpracování hromadně, pro obchod probírkou a ne zcela zralé. Množství plodů závisí na odrůdě, půdních a klimatických podmínkách i věnované péči. Vysoce plodní jedinci mohou za dobrých podmínek vyprodukovat až 1000 plodů ročně, průměrný výnos z jednoho hektaru bývá asi 40 tun.

## Význam
Hlavní důvod pěstování citrusu limonového jsou plody obsahující hlavně množství vitamínu C, kyselinu citronovou, pektin, flavonoidy a silice. Citronová šťáva působí antisepticky, desinfekčně a bývá pro své antioxidační vlastnosti používána jako konzervační látka. Vůně obsahových látek má velký význam v kulinářství pro ochucení potravin, silice se využívají také v parfumérii. Ze slupek, semen i květů se za studena lisují éterické oleje používané v kosmetice a v aromaterapii. U citlivých lidí může dlouhodobý styk s kůrou plodů vyvolat nežádoucí kožní reakci. Dřevo citrusu limonového je tvrdé, jemnozrnné, dobře se opracovává i leští. Je významnou medonosnou rostlinou. Podrobnější využití plodů a látky obsažené v nich jsou uvedené v článku Citron

## Galerie

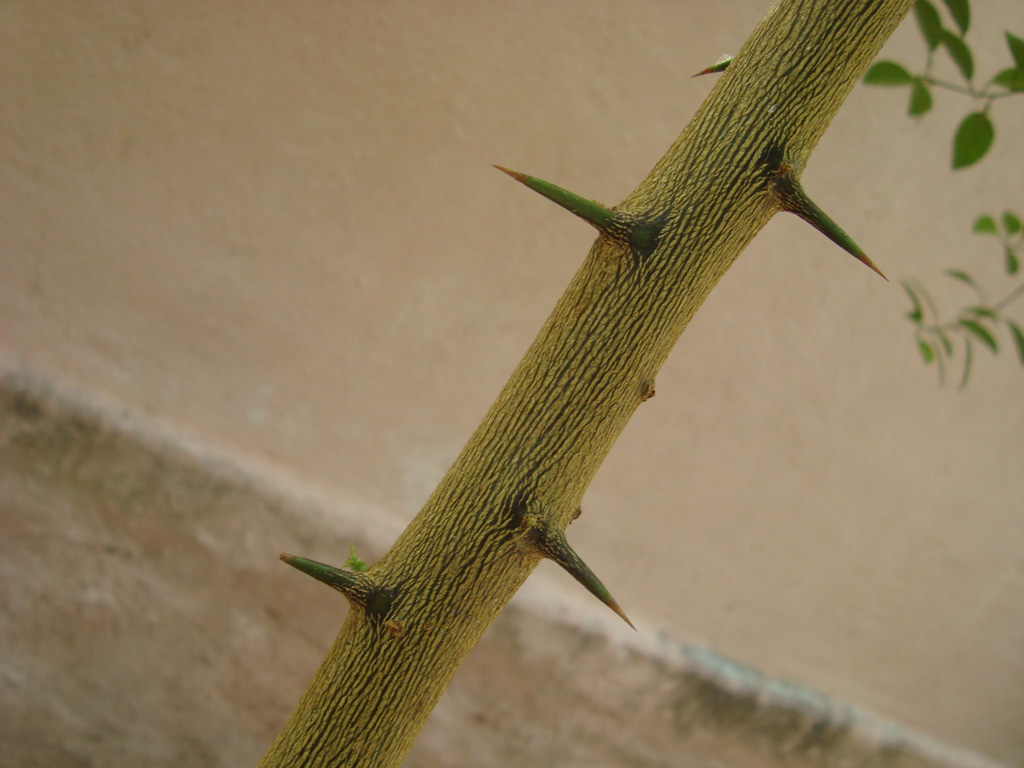
Trnitá větvička
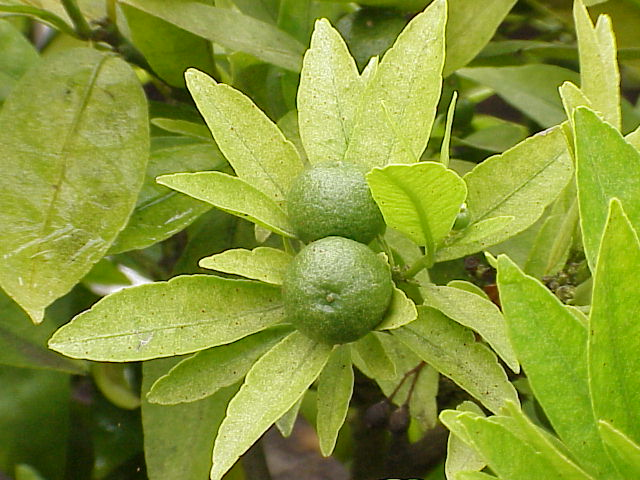
Zrající plody
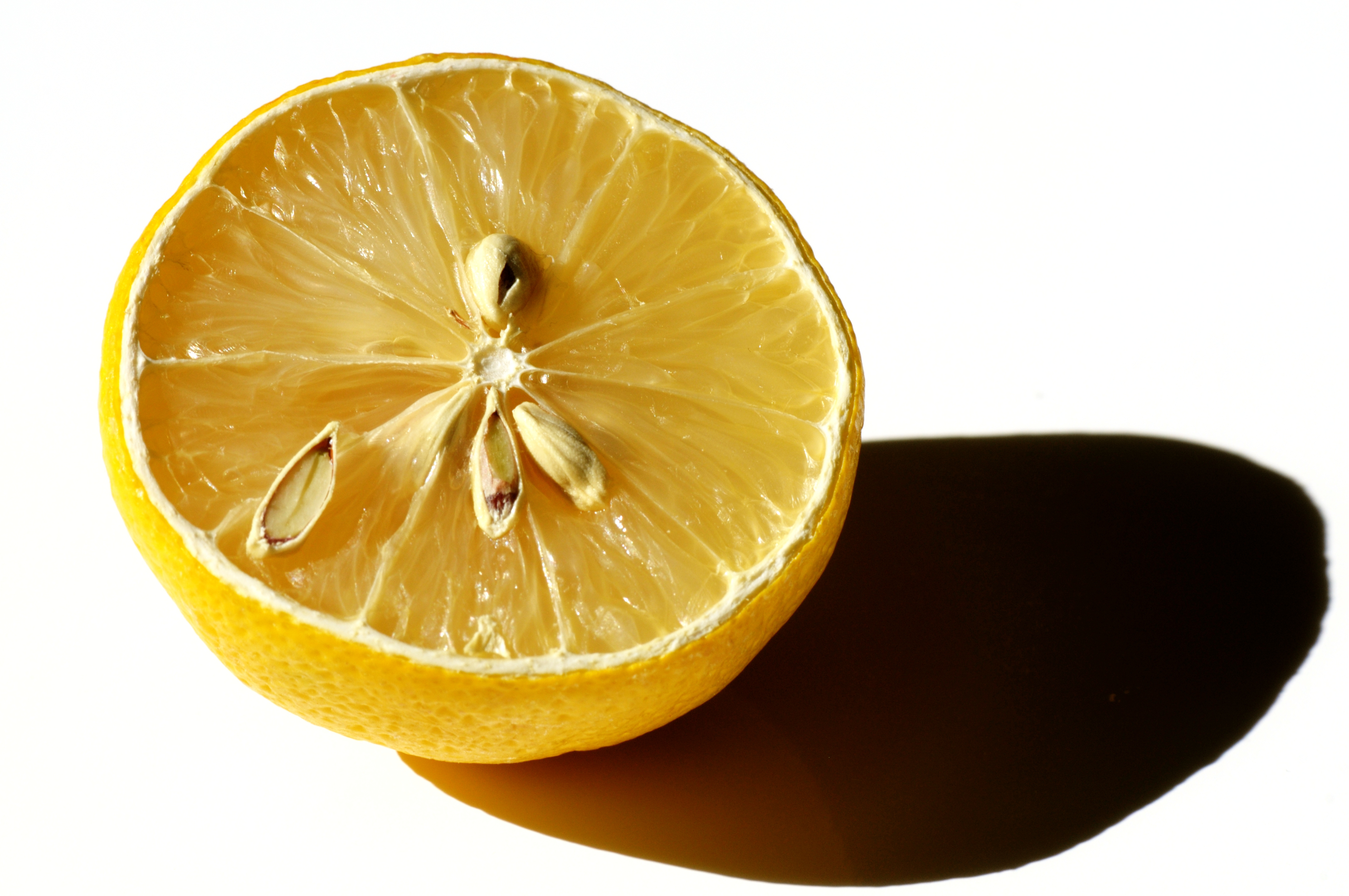
Půlka plodu
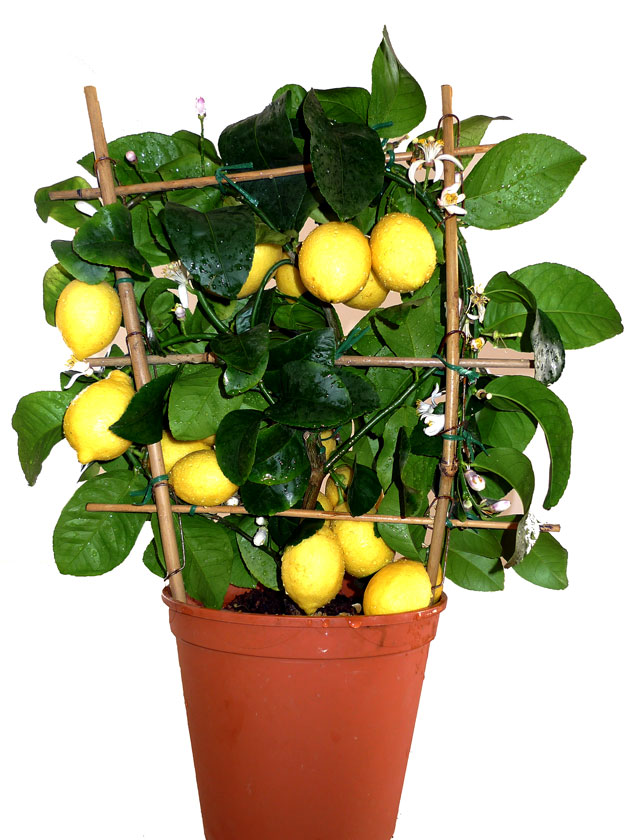
Květináčový kultivar